# Єжи Янович

Є́жи Філіп Янóвич (пол. Jerzy Filip Janowicz; нар. 13 листопада 1990, Лодзь, Польща) — польський професійний тенісист.
Фіналіст 2 юніорських турнірів Великого шолома в одиночному розряді (US Open-2007, Roland Garros-2008). Півфіналіст одиночного турніру Orange Bowl-2007. Екс-п'ята ракетка світу в юніорському рейтингу.

## Загальна інформація
Єжи — син колишніх професійних волейболістів Анни і Георга Яновичів.
У п'ять років, за сприяння батька, Єжи вперше прийшов на тенісний корт.
Поляк має дуже сильну подачу — він здатний регулярно вводити м'яч у гру зі швидкістю понад 200 км/год (його особистий рекорд — 242 км/год — займає сьоме місце в сучасній книзі рекордів чоловічого тенісу). Іншою особливістю гри Яновича є часте використання укорочених ударів. Його улюблене покриття — хард. Для своїх розмірів поляк володіє непоганою швидкістю пересування кортом.
Єжи відомий вибуховим характером: у ході матчу він здатний тривалий час сперечатися з суддями, відстоюючи свою думку по тому чи іншому рішенню про потрапляння м'яча в корт.

## Рейтинг на кінець року в одиночному розряді
- 2013 — 21
- 2012 — 26
- 2011 — 221
- 2010 — 161
- 2009 — 319
- 2008 — 339

## Виступи на турнірах

### Фінали турнірів в одиночному розряді

#### Фінали турнірівATPв одиночному розряді (2)

##### Поразки (2)
| Легенда                     |
| --------------------------- |
| Турніри Великого шолома (0) |
| Фінал АТР-туру (0)          |
| ATP Мастерс 1000 (0)        |
| АТР 500 (0)                 |
| АТР 250 (0)                 |

| №  | Дата             | Турнір              | Покриття | Суперник у фіналі | Рахунок |
| 1. | 4 листопада 2012 | Париж, Франція      | Хард(i)  | Давид Феррер      | 3-6 4-6 |
| 2. | 24 серпня 2014   | Винстон-Сейлем, США | Хард     | Лукаш Росол       | 3-6 4-6 |

#### Фінали челенджерів і ф'ючерсів в одиночному розряді (18)

##### Перемоги (11)
| Умовні позначки  |
| Челенджери (4+2) |
| Ф'ючерси (7+2)   |

| Титули за покриттям | Титули за місцем проведення матчів турніру |
| ------------------- | ------------------------------------------ |
| Хард (3+1)          | Зал (3+1)                                  |
| Ґрунт (7+3)         | Зал (3+1)                                  |
| Трава (0)           | Відкрите повітря (8+3)                     |
| Килим (1)           | Відкрите повітря (8+3)                     |

| №   | Дата            | Турнір                       | Покриття | Суперник у фіналі      | Рахунок           |
| 1.  | 16 березня 2008 | Вадуц, Ліхтенштейн           | Килим(i) | Андреа Стоппіні        | 7-6(4) 6-4        |
| 2.  | 24 серпня 2008  | Ольштин, Польща              | Ґрунт    | Марцин Гаврон          | 6-4 6-2           |
| 3.  | 7 вересня 2008  | Вроцлав, Польща              | Ґрунт    | Марцин Гаврон          | 7-6(3) 6-2        |
| 4.  | 17 травня 2009  | Мост, Чехія                  | Ґрунт    | Міхал Табара           | 6-4 2-6 7-6(3)    |
| 5.  | 28 лютого 2010  | Баку, Азербайджан            | Хард(i)  | Михайло Лєдовських     | 6-4 7-6(6)        |
| 6.  | 6 червня 2010   | Кошалін, Польща              | Ґрунт    | Адріан Гарсія          | 6-7(2) 6-3 6-3    |
| 7.  | 12 вересня 2010 | Сен-Ремі-де-Прованс, Франція | Хард     | Едуард Роже-Васслен    | 3-6 7-6(8) 7-6(6) |
| 8.  | 16 жовтня 2010  | Мінськ, Білорусь             | Хард(i)  | Олександр Бурий        | 7-6(6) 6-3        |
| 9.  | 12 травня 2012  | Рим, Італія                  | Ґрунт    | Жиль Мюллер            | 7-6(3) 6-3        |
| 10. | 15 липня 2012   | Схевенінген, Нідерланди      | Ґрунт    | Матве Мідделкоп        | 6-2 6-2           |
| 11. | 22 липня 2012   | Познань, Польща              | Ґрунт    | Жонатан Дан'єр де Вежі | 6-3 6-3           |

##### Поразки (7)
| №  | Дата              | Турнір                  | Покриття | Суперник у фіналі | Рахунок           |
| 1. | 10 травня 2009    | Тепліце, Чехія          | Ґрунт    | Міхал Табара      | 3-6 2-6           |
| 2. | 13 червня 2010    | Гливиці, Польща         | Ґрунт    | Душан Лойда       | 6-7(7) 6-7(6)     |
| 3. | 23 жовтня 2010    | Мінськ, Білорусь        | Хард(i)  | Сергій Бетов      | 6-4 6-7(6) 6-7(3) |
| 4. | 21 листопада 2010 | Зальцбург, Австрія      | Хард(i)  | Конор Ніланд      | 6-7(5) 7-6(2) 3-6 |
| 5. | 24 липня 2011     | Познань, Польща         | Ґрунт    | Руї Мачаду        | 3-6 3-6           |
| 6. | 28 січня 2012     | Віррал, Велика Британія | Хард(i)  | Яннік Мертенс     | 6-7(5) 6-2 2-6    |
| 7. | 26 лютого 2012    | Вольфсбург, Німеччина   | Килим(i) | Ігор Сейслінг     | 6-4 3-6 6-7(9)    |

### Фінали турнірів у парному розряді

#### Фінали турнірівATPу парному розряді (1)

##### Поразки (1)
| №  | Дата            | Турнір            | Покриття | Партнер         | Суперники у фіналі   | Рахунок        |
| 1. | 16 березня 2013 | Індіан-Веллс, США | Хард     | Трит Конрад Хуї | Боб Браян Майк Браян | 3-6 6-3 [6-10] |

#### Фінали челенджерів і ф'ючерсів у парному розряді (4)

##### Перемоги (4)
| №  | Дата           | Турнір           | Покриття | Партнер          | Суперники у фіналі                 | Рахунок        |
| 1. | 24 серпня 2008 | Ольштин, Польща  | Ґрунт    | Матеуш Ковальчик | Анджей Грусецький Андрій Капас     | 6-1 6-4        |
| 2. | 24 травня 2009 | Катовиці, Польща | Ґрунт    | Матеуш Ковальчик | Денис Мацукевич Валерій Рудньов    | 6-3 6-3        |
| 3. | 6 травня 2012  | Туніс, Туніс     | Ґрунт    | Юрген Цопп       | Ніколас Монро Симон Стадлер        | 7-6(1) 6-3     |
| 4. | 7 жовтня 2012  | Монс, Бельгія    | Хард(i)  | Томаш Беднарек   | Мікаель Льодра Едуард Роже-Васслен | 7-5 4-6 [10-2] |